# Haruki Yamashita
Haruki Yamashita (山下 陽暉?, Yamashita Haruki; Nanto, 11 marzo 1999) è un fondista giapponese.

## Biografia
Yamashita, attivo dal novembre del 2016, ha esordito ai Giochi olimpici invernali a Pechino 2022, dove si è classificato 57º nella sprint, 54º nello skiathlon e 10º nella staffetta, in Coppa del Mondo il 2 dicembre dello stesso anno a Lillehammer in una 10 km (44º) e ai Campionati mondiali a Planica 2023, dove si è classificato 41º nella 15 km, 16º nella sprint a squadre e 10º nella staffetta; ai Mondiali di Trondheim 2025 si è piazzato 45º nella 10 km, 36º nella 50 km 43º nello skiathlon e 13º nella staffetta.

## Palmarès

### Coppa del Mondo
- Miglior piazzamento in classifica generale: 156º nel 2023